# Marian Raciborski

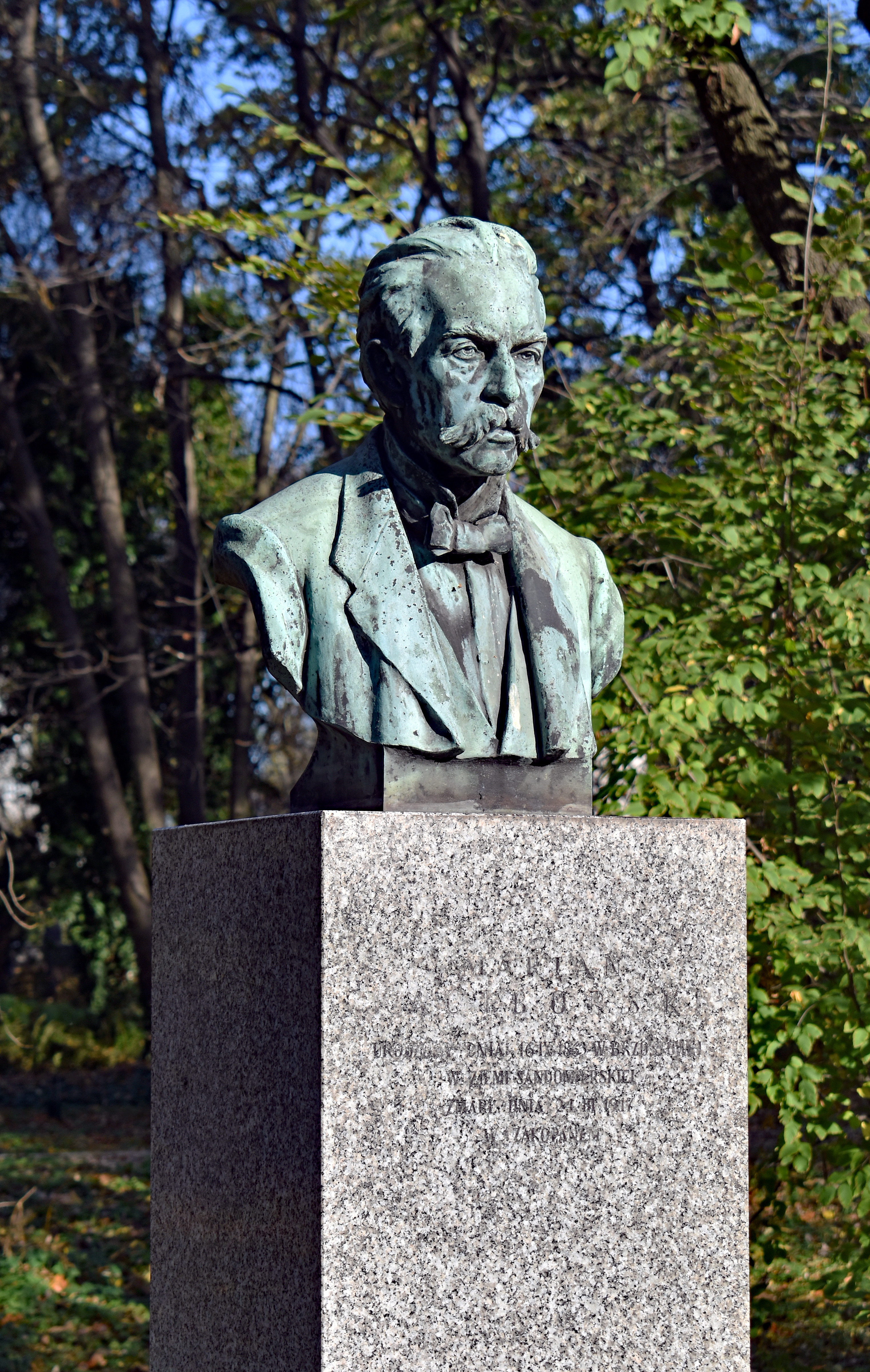
Popiersie Mariana Raciborskiego w krakowskim Ogrodzie Botanicznym (autorstwa Tadeusza Błotnickiego)

Marian Raciborski (ur. 16 września 1863 w Brzóstowej, zm. 17 marca 1917 w Zakopanem) – polski botanik, jeden z pierwszych w Polsce paleobotaników, pionier ruchu ochrony przyrody w Polsce, przewodniczący Prezydium Komitetu Obywatelskiego Polskiego Skarbu Wojskowego w sierpniu 1914 roku.

## Życiorys
Botaniką interesował się od dziecka. Mając 14 lat odnalazł w Dębnikach stanowisko pochodzącej z Ameryki moczarki kanadyjskiej. Po ukończeniu szkoły realnej trafił do pracowni Józefa Rostafińskiego.
W latach 1881–1891 studiował nauki przyrodnicze i medycynę na Uniwersytecie Jagiellońskim, później w Bonn i Monachium, gdzie w 1893 roku pełnił funkcję asystenta w Instytucie Fizjologii Roślin. Swoją wiedzę poszerzał też w Strasburgu, Bonn, Wrocławiu i Tybindze. Zaczął również wtedy publikować liczne artykuły naukowe. Po zakończeniu studiów został adiunktem w Ogrodzie Botanicznym w Krakowie.
W latach 1896–1900 prowadził badania flory wyspy Jawy. Prowadził tam badania nad paprociami jawajskimi i pasożytami trzciny cukrowej, które przyniosły mu międzynarodowe uznanie. Jego pobyt na Jawie doczekał się literackiego opisu w powieści biograficznej Bolesława Mrówczyńskiego pt. Dutur z Rajskiego Ogrodu (wyd. 1958 r.). Po powrocie do kraju w latach 1900–1909 był kierownikiem katedry Akademii Rolniczej w Dublanach. 16 listopada 1901 został wybrany sekretarzem wydziału Akademickiego Kółka Historycznego we Lwowie. W latach 1904–1905 był prezesem Polskiego Towarzystwa Przyrodników im. Kopernika. Od 1909 r. profesor botaniki Uniwersytetu Lwowskiego, organizator Instytutu Biologiczno-Botanicznego uniwersytetu. Od 1912 r. profesor botaniki na Uniwersytecie Jagiellońskim. Od 1900 r. członek korespondent, od 1913 (zatwierdzony w 1914 r.) członek czynny Polskiej Akademii Umiejętności; od 1886 r. współpracownik (od 1900 członek) – Komisji Fizjograficznej AU, a w latach 1915–1917 – jej przewodniczący. W 1912 został dyrektorem Ogrodu Botanicznego w Krakowie, szybko podnosząc tę instytucję z upadku. W 1913 utworzył Instytut Botaniczny. W 1914 zaangażował się w działalność polityczną, popierając czyn zbrojny Józefa Piłsudskiego.
Przekazał bogate zbiory muzealne zgromadzone na Jawie krakowskiemu Muzeum Etnograficznemu. Część jego krajowych zbiorów zakupił dla Muzeum Przyrodniczego im. Dzieduszyckich we Lwowie Włodzimierz Dzieduszycki.
Pochowany na zakopiańskim Cmentarzu Zasłużonych na Pęksowym Brzyzku (kw. P-III-30) Po jego śmierci rodzina przekazała bibliotekę i materiały naukowe Instytutowi Botaniki UJ.
Autor prac naukowych, m.in.:
- Flora retycka w Tatrach (1891)

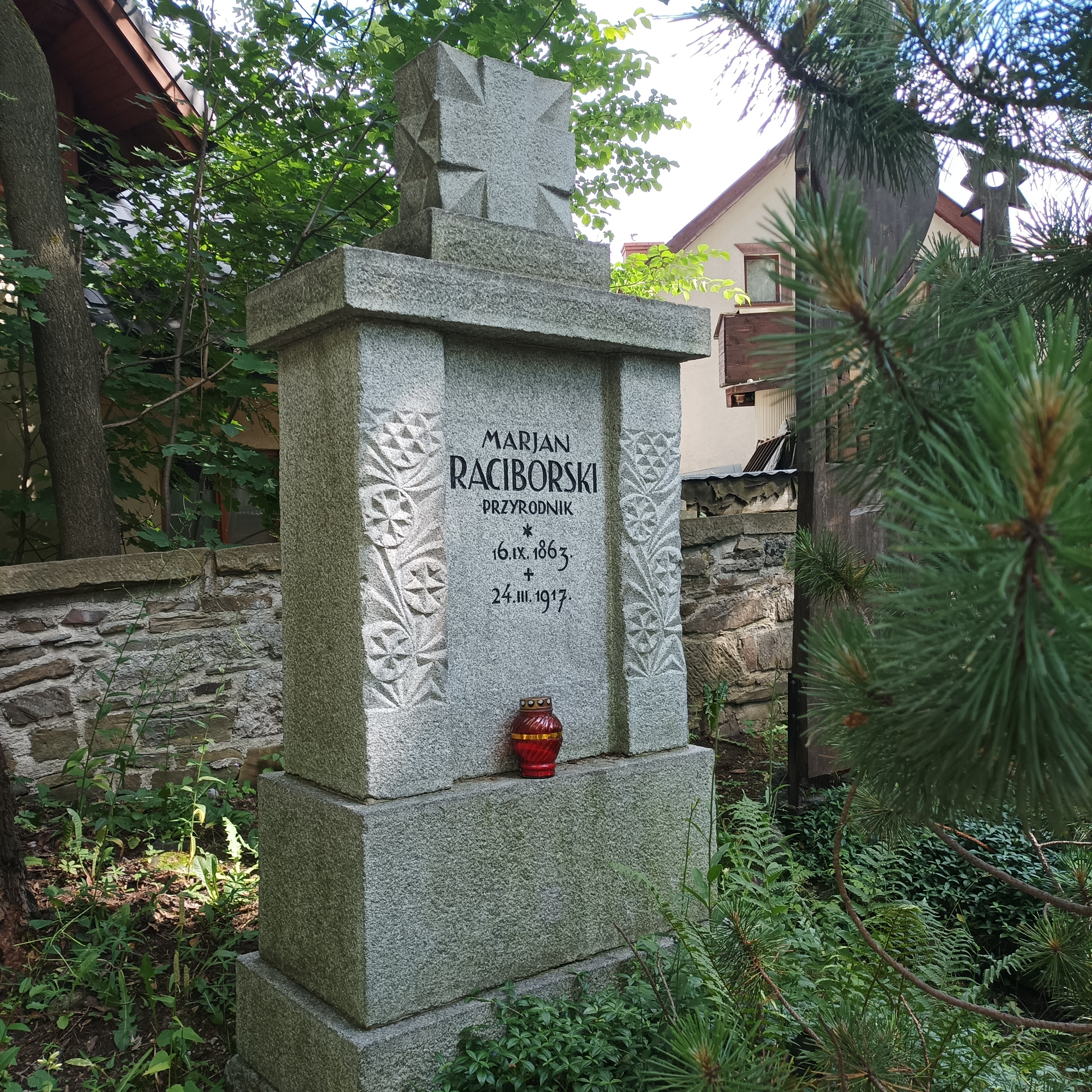
Grób prof. Mariana Raciborskiego na Cmentarzu Zasłużonych na Pęksowym Brzyzku

- Roślinność kuli ziemskiej w wiekach minionych (1903)

Prace popularnonaukowe i podręczniki:
- Bursztyn i roślinność lasu bursztynowego, Wszechświat, 10 (1891)
- Paleobotanika. Poradnik dla samouków, t. 7, Botanika II, Warszawa.

## Ordery i odznaczenia
- Krzyż Komandorski Orderu Odrodzenia Polski (pośmiertnie, 11 listopada 1936)[8]

## Upamiętnienie
- Bolesław Mrówczyński Dutur z rajskiego ogrodu, Warszawa 1958 – powieść biograficzna,
- Pierwotny, gipsowy pomnik Mariana Raciborskiego został odsłonięty na terenie krakowskiego Ogrodu Botanicznego w 1937 roku, w dwudziestą rocznicę śmierci uczonego. Jego autorem był Tadeusz Błotnicki. Później nie eksponowano tej rzeźby. W roku 1947, z inicjatywy Polskiego Towarzystwa Botanicznego, odlane na podstawie gipsowego modelu brązowe popiersie ustawiono na nowym, czworobocznym postumencie, na którym umieszczono napis informujący o zasługach przedstawionej postaci[4],
- Kamienny postument na Górze Chełmowej, w Świętokrzyskim Parku Narodowym. Z dedykacją: Wielkiemu Przyrodnikowi Badaczowi Modrzewia Polskiego,
- Od 1983 r. jego imię nosi Górski Ogród Botaniczny k. Muzeum Tatrzańskiego w Zakopanem,
- Cisy Raciborskiego w Harbutowicach,
- Ulice w Harbutowicach[9], Krakowie[10], Ostrowcu Świętokrzyskim[11], Łodzi, Kielcach, Ćmielowie, Gdańsku, Pruszczu Gdańskim i Rotmance.
- Upamiętnia go nazwa gatunkowa glonu Raphidiopsis raciborskii.